# Aleksander Hołyński
Aleksander Hołyński herbu Klamry (ur. w 1816, zm. w 1893) – brat Stefana. Uczestnik powstania listopadowego, podróżnik, pisarz, wolnomularz.
Współwłaściciel dóbr Krzyczew – obecnie na Białorusi. W 1853 r. wydał pracę poświęconą analizie wybudowania kanału łączącego oceany – Pacyfik z Atlantykiem – wskazując na Panamę. Jego koncepcja, szeroko komentowana, przyczyniła się do opracowania tego projektu. Inną jego wizją był rozwój lotnictwa i jego znaczenie dla rozwoju świata, wolności poruszania się i handlu.